# Vodní elektrárna Zeleni Vir
Vodní elektrárna Zeleni Vir je malá vodní elektrárna v malebném údolí říčky Curak poblíž chorvatské obce Skrad, v oblasti Gorski Kotar.

## Popis

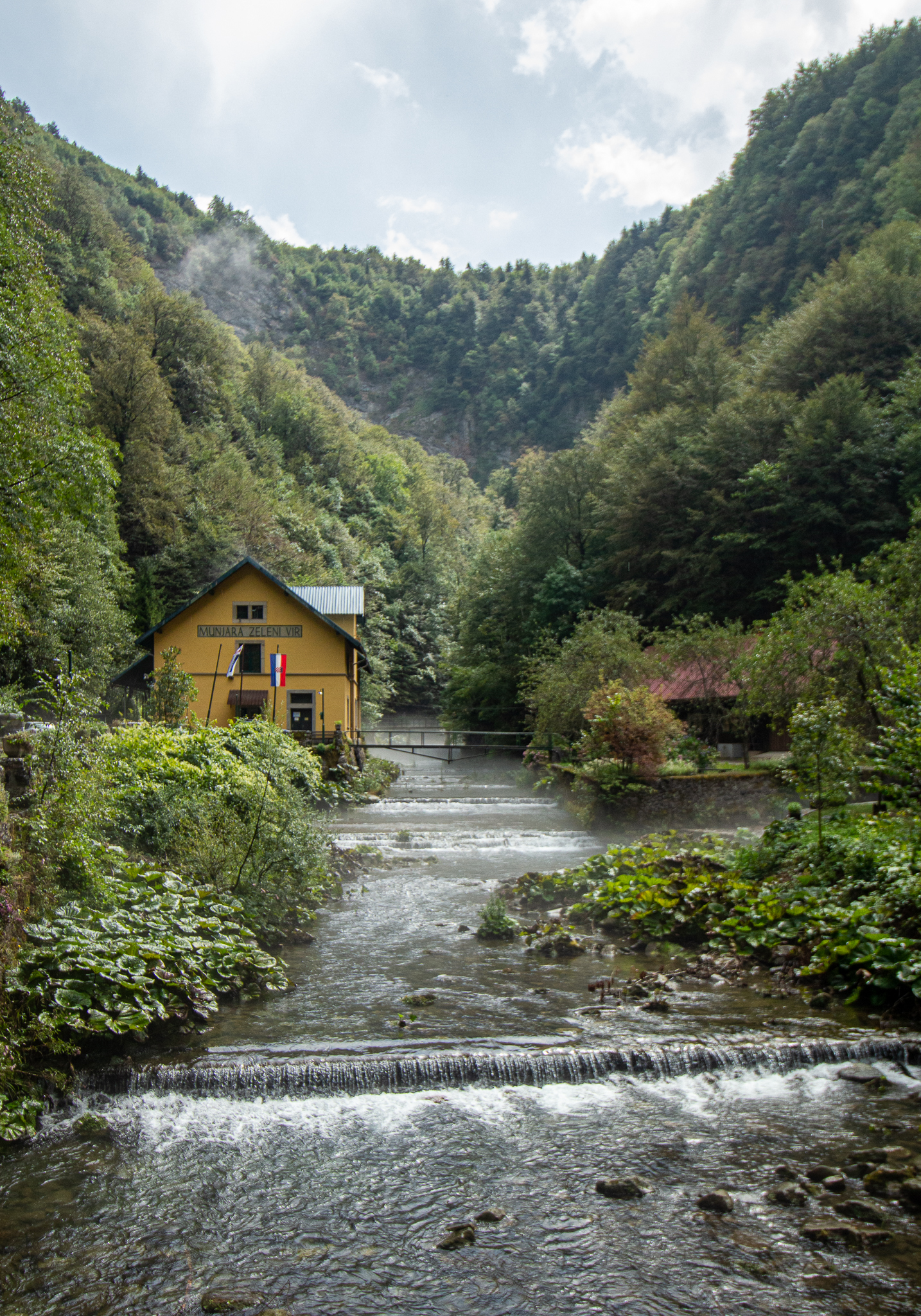
Malebné údolí Zeleni vir

VE Zeleni Vir je vysokotlaká převáděcí elektrárna, která využívá vodní sílu potoka Curak se spádem asi 50 m.
Byla postavena v roce 1921.
Provozuje ji společnost Hrvatska elektroprivreda.